# Cmentarz wojenny nr 106 – Biecz

Cmentarze I wojny światowej w Bieczu

Cmentarz wojenny nr 106 – Biecz – cmentarz wojenny z okresu I wojny światowej w Bieczu, w województwie małopolskim, w powiecie gorlickim. Jeden z ponad 400 zachodniogalicyjskich cmentarzy wojennych zbudowanych przez Oddział Grobów Wojennych C. i K. Komendantury Wojskowej w Krakowie. W III okręgu gorlickim takich miejsc pochówku jest 54.

## Opis cmentarza
Obiekt znajduje się na stromym stoku przy ulicy Bochniewicza, koło kościoła Bożego Ciała. Jego projektant Hans Mayr umiejętnie dopasował go stylem do okolicznych zabytków. W cmentarz wkomponował rosnący na tym terenie okazały dąb. Ze względu na stromy stok cmentarz zaprojektował w postaci wznoszących się nad sobą tarasów. 4 pola grobowe są oddzielone murami i połączone schodami. Wejście na cmentarz długimi, betonowymi schodkami przez ozdobną bramę. Ogrodzenie tworzy kamienny mur nakryty betonowym parapetem. Głównym pomnikiem jest kamienny krzyż łaciński wkomponowany w tylną ścianę ogrodzenia.
Na nagrobkach znajdują się osadzone na betonowym cokole krzyże różnego typu.

## Polegli
Pochowano tutaj 386 żołnierzy, w tym:
- 204 żołnierzy armii austro-węgierskiej;
- 182 żołnierzy armii rosyjskiej.

Budowę tego miejsca pochówku rozpoczęli Austriacy po zwycięskiej bitwie pod Gorlicami i przepędzeniu wojsk rosyjskich daleko na wschód. W urządzaniu obiektu brali udział jeńcy wojenni. Zajmowali się m.in. ekshumacją i przenoszeniem ciał poległych żołnierzy, których zaraz po bitwie pochowano w różnych prowizorycznych miejscach pochówków, m.in. obok pobliskiej kolegiaty.

## Losy cmentarza
W okresie Polski międzywojennej obiekt jako nowy był jeszcze w dobrym stanie. Po II wojnie światowej ranga tego miejsca pochówku w świadomości społeczeństwa i ówczesnych władz zmalała, przybyły bowiem nowe, świeższe mogiły i dramatyczne historie nowej wojny. Obiekt ulegał w naturalny sposób niszczeniu przez czynniki pogody i roślinność. Olbrzymi dąb runął niszcząc część nagrobków, które później wykorzystano do naprawy prowizorycznych schodów. Krzewy zarosły cmentarz, a zacieniając elementy kamienne spowodowały ich zawilgocenie i obrośnięcie mchami.
Obiekt poddano kapitalnemu remontowi. W 2017 roku był w bardzo dobrym stanie.

## Galeria zdjęć

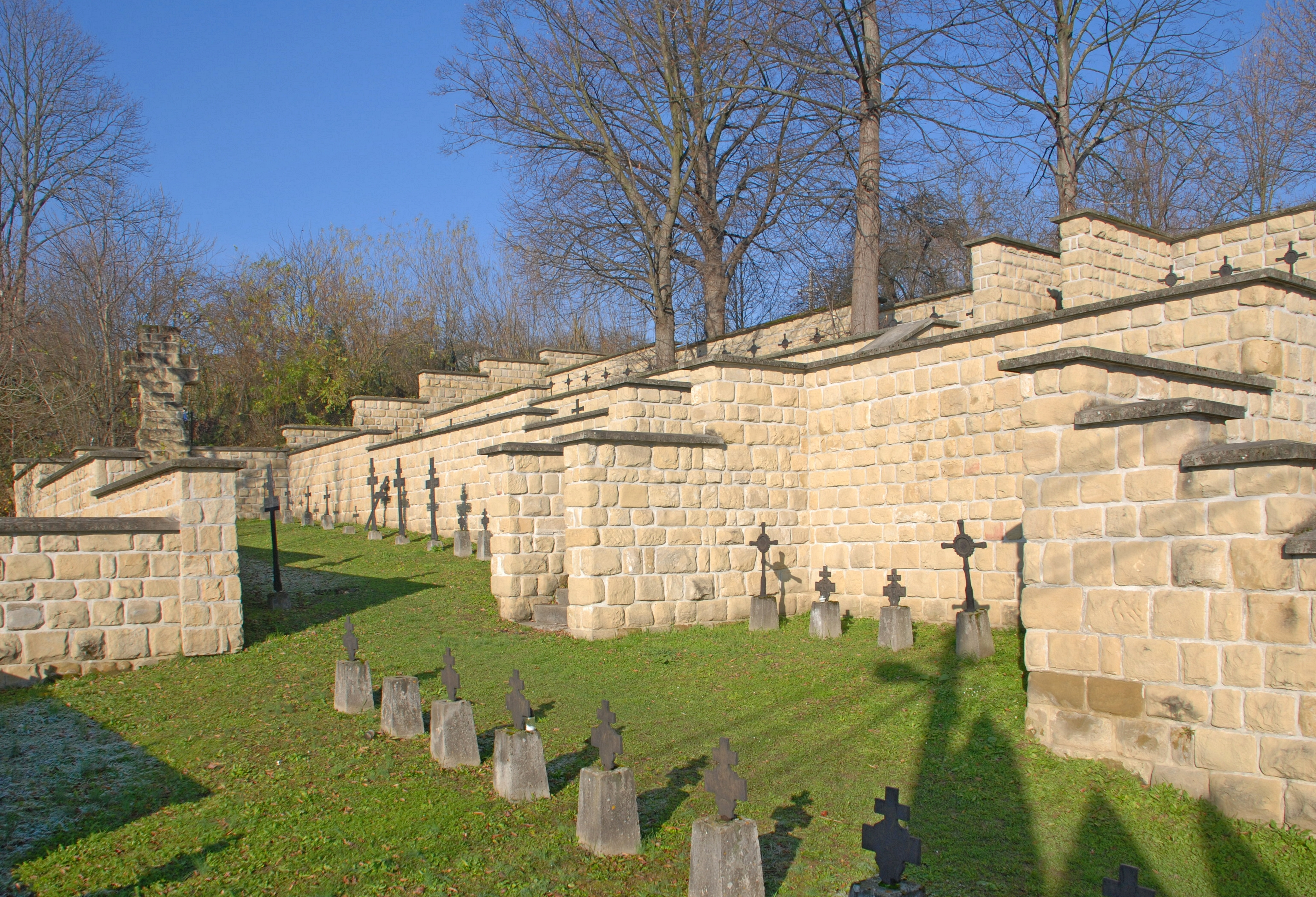
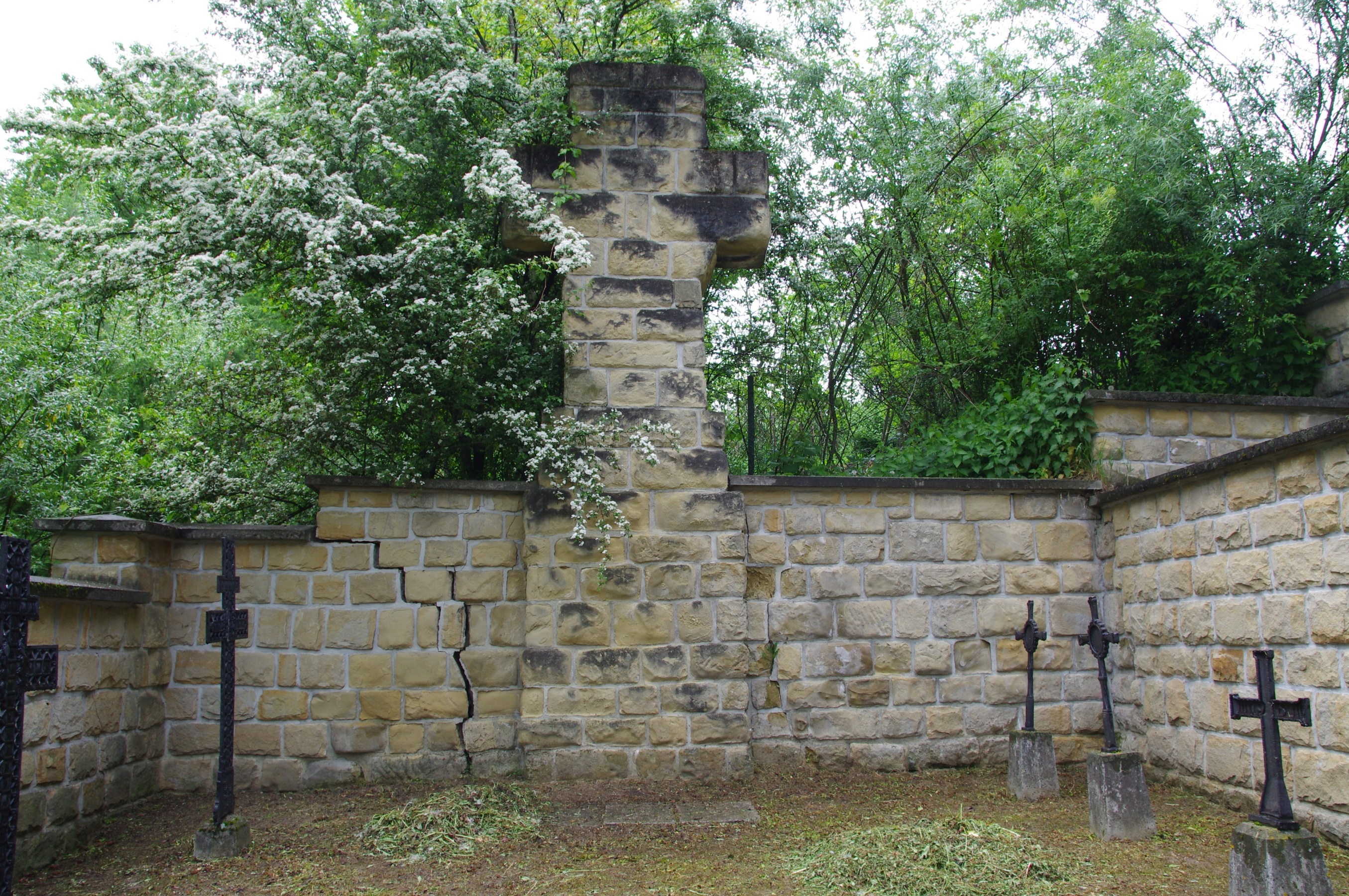
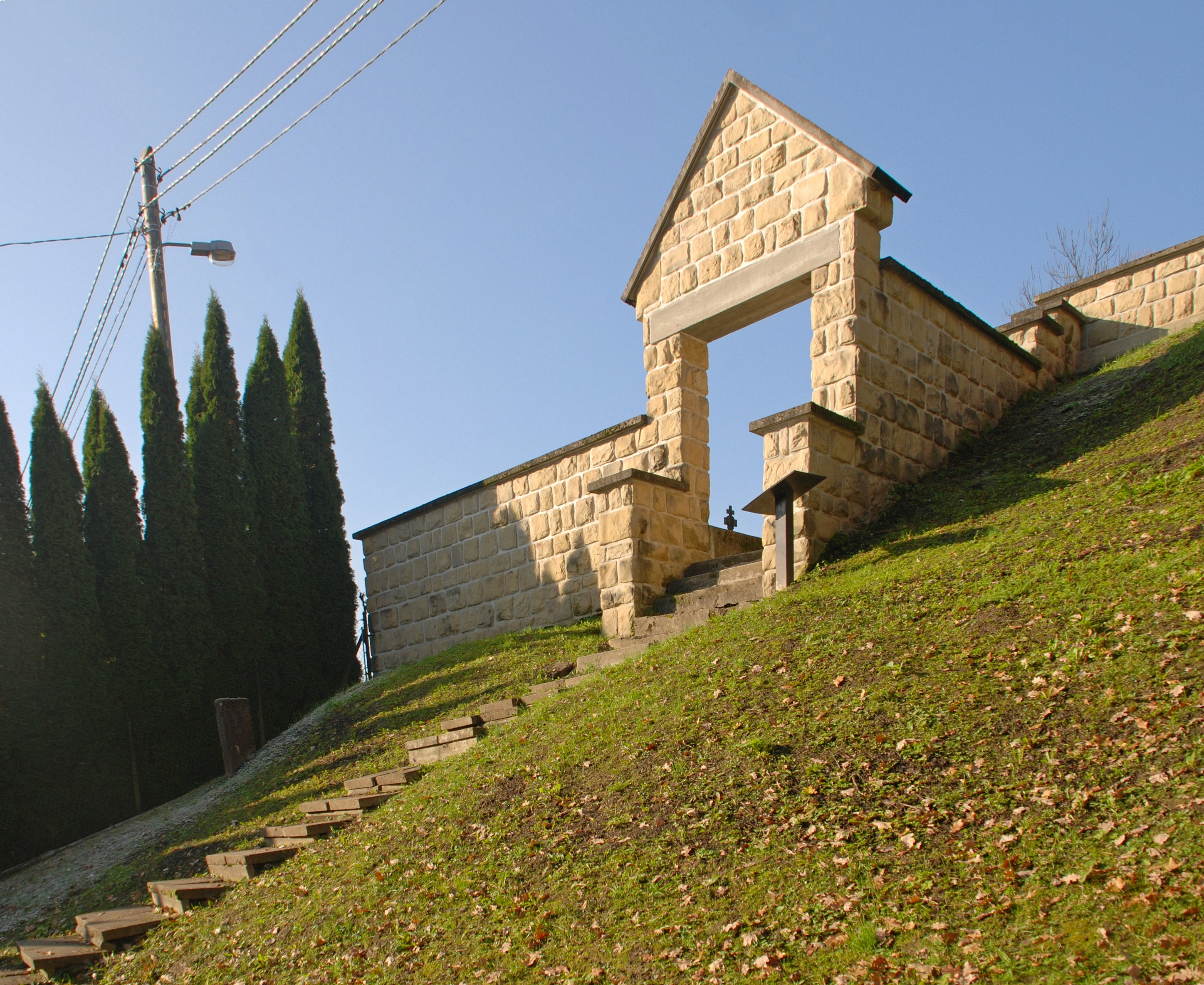
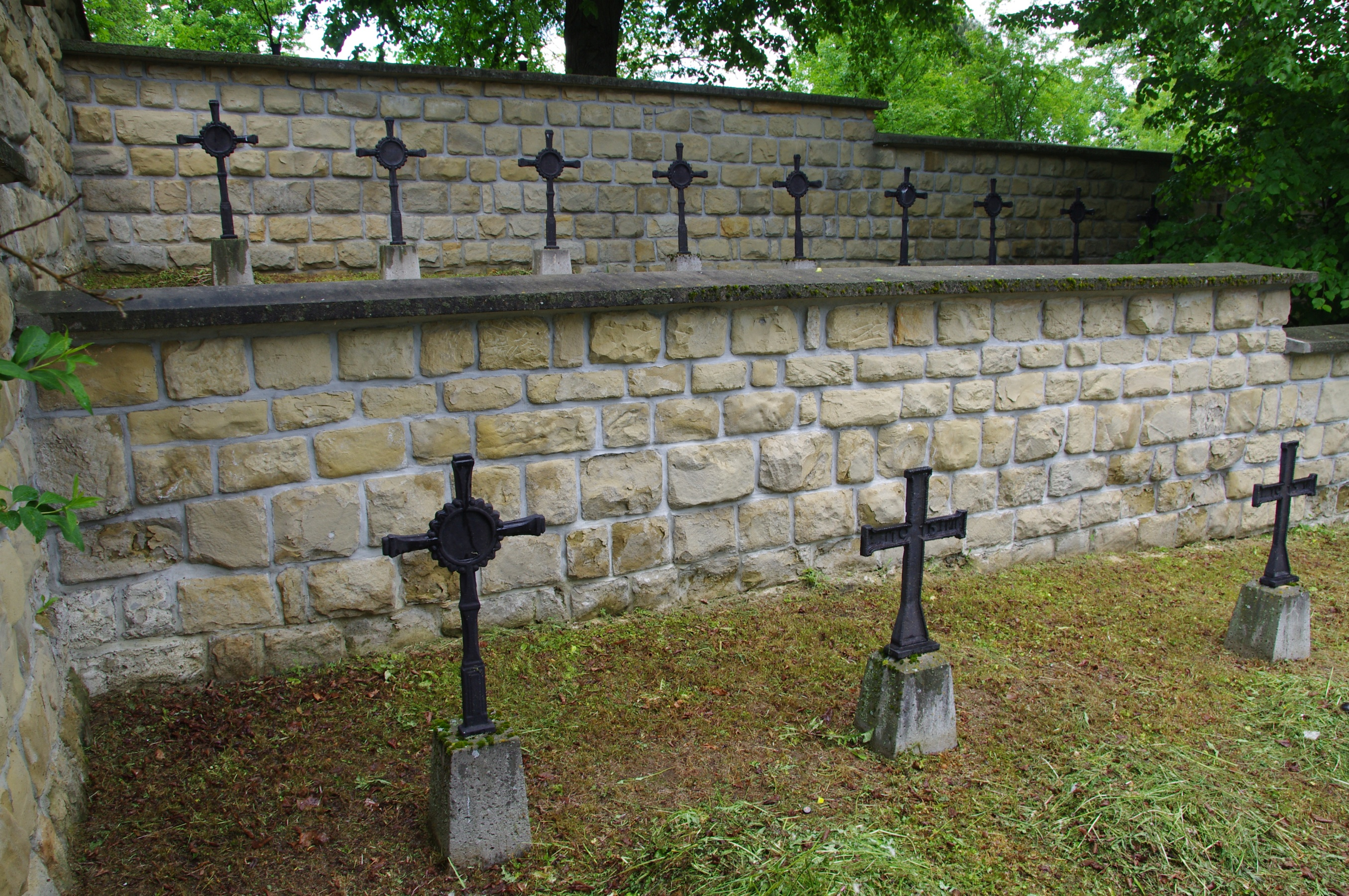
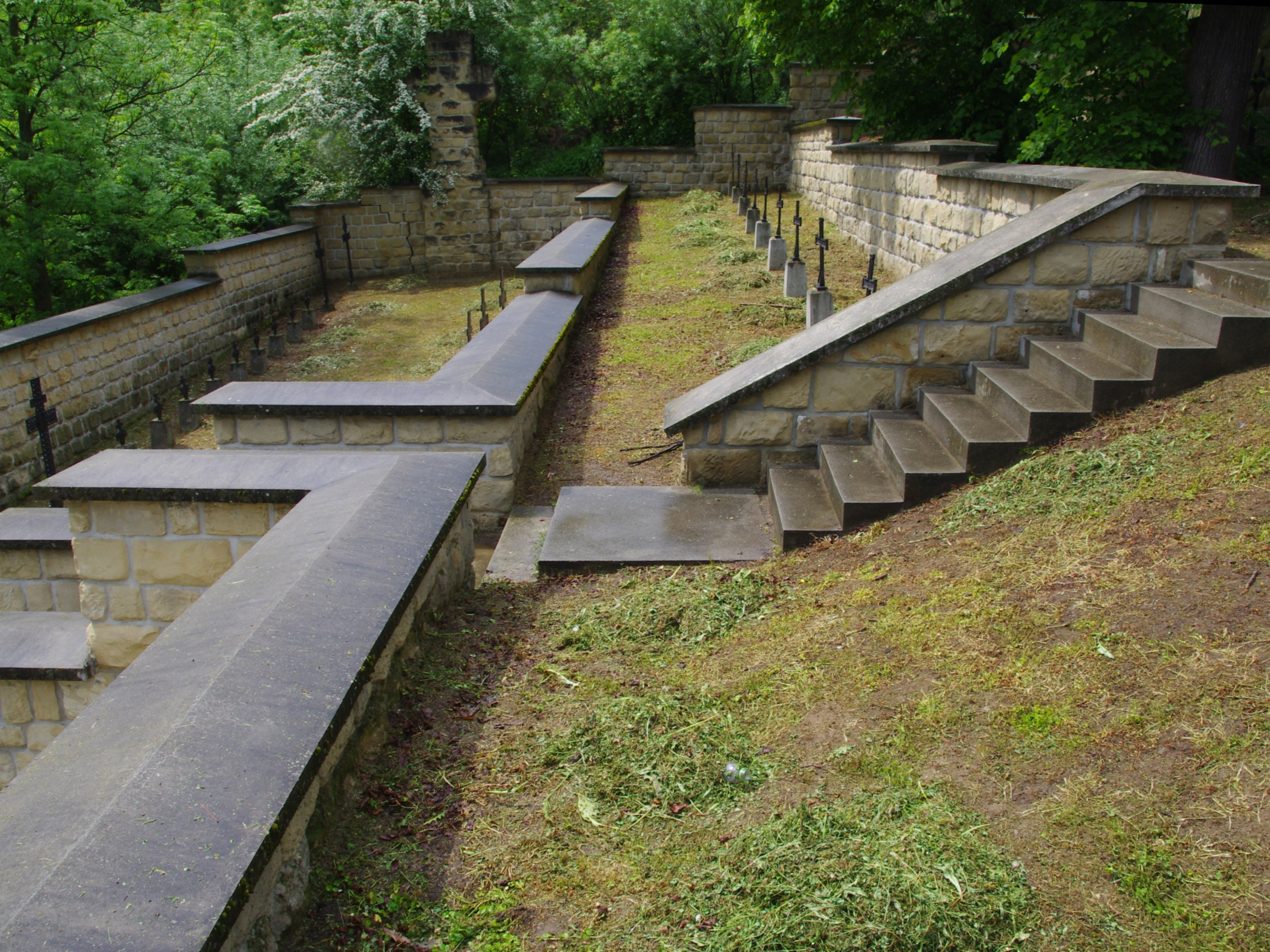